# Fishtrap (Washington)
Fishtrap az Amerikai Egyesült Államok északnyugati részén, Washington állam Lincoln megyéjében elhelyezkedő kísértetváros.
Fishtrap postahivatala 1906 és 1936 között működött. A korábban a Vista nevet viselő település Mr. Lawton javaslatára felvette a Fishtrap-tó nevét.

## Fordítás
- Ez a szócikk részben vagy egészben  a   Fishtrap, Washington című angol Wikipédia-szócikk ezen változatának fordításán alapul.  Az eredeti cikk szerkesztőit annak laptörténete sorolja fel. Ez a jelzés csupán a megfogalmazás eredetét és a szerzői jogokat jelzi, nem szolgál a cikkben szereplő információk forrásmegjelöléseként.